# Срединный путь
Срединный путь (санскр. मध्यमा प्रतिपद, IAST: madhyamā pratipada; пали मझ्झिमापटिपदा, IAST: majjhimā-paṭipadā; тиб. དབུ་མའི་ལམ། Umaylam; кит. 中道, пиньинь zhōngdào, палл. чжун дао; яп. 中道 тюдо) — восьмеричный путь, указанный Буддой и ведущий к прекращению страдания и освобождению от сансары с помощью аспектов мудрости, нравственности и духовной дисциплины. 
В более концептуальной форме срединный путь — это буддийское понятие, заключающееся в стремлении воздерживаться от категоричных противоположных утверждений и в попытке найти «срединное решение» всех вопросов, которое принесёт наиболее благоприятные для буддиста результаты. Наиболее известным примером проявления срединного пути является поиск середины между страстями и наслаждениями с одной стороны и стремлением причинить себе вред и страдание с другой.

## Суть понятия
Следовать «срединному пути» — значит держать золотую середину между аскетизмом и наслаждениями, не впадая в крайности. В начальный период духовных поисков Будда следовал аскетической практике в её крайней форме, но затем признал ошибочность данного подхода, указав на необходимость поддержания здоровья тела с помощью регулярного принятия пищи и воды.
Тем не менее Будда не полностью отвергал аскетические практики, указывая, что решение о том, допускается ли применять подобные практики или нет, должно приниматься в зависимости от того, каким образом они воздействуют на сознание человека. Если омрачения частично исчезают, а состояние сознания становится более благоприятным (например, менее сонливым и более бодрым), то подобные практики «должны применяться», отмечал Будда. Это связано с тем, что главной задачей срединного пути является уничтожение омрачений. Поэтому срединный путь также не является указанием на «умеренность в желаниях» в виде поиска баланса между религиозной и обычной жизнью. В учении Будды подобные желания также связаны с омрачениями.
Проявлением срединного пути также могут служить безответные вопросы, на которые Будда отказывался отвечать, и теория взаимозависимого возникновения в контексте перерождений. В последнем случае указывалось, что нет какой-либо неизменной души с одной стороны, но также ошибочна точка зрения и о том, что не существует какого-либо бытия после смерти с другой. Существовали и другие взгляды (диттхи), на ошибочность которых указывал Будда с помощью срединного пути.
Срединный путь не является предопределённым и догматическим, а поиск срединного пути не является лёгким и происходит у последователя со значительными усилиями. Часто внешние условия могут меняться, поэтому буддисту необходимо искать новый центр тяжести в каждой новой ситуации. Буддолог В. Г. Лысенко сравнивает подобный поиск с напряжённой попыткой пересечь минное поле, где предыдущий шаг не гарантирует правильность последующего.

### В махаяне
В махаяне срединный путь трактуется в целом как середина между любыми двумя крайностями, полярными мнениями и как середина между каждыми парами «да» и «нет». В учении школы Нагарджуны это понимается как ошибочность противоположных утверждений «нечто есть» и «ничего нет». Это понимание является следствием осознания взаимозависимого возникновения, пустоты и отсутствия собственной природы у всех вещей. В качестве получившего известность «срединного пути восьми „не“» Нагарджуна подразумевал следующие отрицания: «Нет смерти, нет рождения, нет разрушения, нет постоянства, нет единственности, нет множественности, нет ухода и нет прихода». Буддолог Д. Т. Судзуки видел явное сходство между данными восьми «не» и таковостью, также описываемой Ашвагхошей через ряд отрицаний. Также с помощью срединного пути в школе Нагарджуны указывалось на тождественность сансары и нирваны, которые формируют весь окружающий мир, содержащий в себе природу Будды.
В Махапаринирвана-сутре срединный путь описывается следующим образом: 

Пустое — все рождения и смерти. Не-пустое — Великая Нирвана. Даже не-Я относится к рождениям и смертям. Я называется Великой Нирваной. Если постигаешь, что всё пусто, но не постигаешь не-пустоты, это не называется Срединным Путём. Даже если постигаешь не-Я всего сущего, но не постигаешь истинного Я, это тоже не называется Срединным Путем. Срединный Путь — это природа Будды.
В китайской школе Тяньтай срединный путь трактовался не как середина между двумя крайностями, а как их единство.
Шестой чаньский патриарх Хуэйнэн рассматривал процесс нахождения срединного пути с помощью снятия 36 пар оппозиций между различными противоположностями (например, «Если вас спросят о „профане“, то скажите что-нибудь о „святом“ и наоборот»). Так как многие оппозиции можно рассматривать и как производные оппозиции, основатель чаньской школы Линьцзи Линьцзи Исюань выражал процесс снятия всех оппозиций более коротко и решительно с помощью снятия одной корневой оппозиции: «Бей их обоих — и Будду и Мару». Подобная рекомендация была также связана с «весьма радикальными и эффективными методами перестройки нормальных психических структур» в чаньской школе.

## Упоминание в «Сутре запуска колеса дхармы»
Понятие «срединного пути» вводится в этой сутре в качестве идеологемы, наряду с «четырьмя благородными истинами», образующими каркас буддийского учения.